# Supercoppa di Kuwait
La  Kuwait Super Cup è una competizione calcistica del Kuwait organizzata dalla Federazione Calcistica del Kuwait che si svolge annualmente.
La prima edizione della competizione si è svolta nel 2008. In questa competizione si affrontano i vincitori della Kuwait Premier League e quelli della Kuwait Emir Cup.

## Risultati
| Anno | Vincitori Kuwait Premier League | Risultato         | Vincitori Kuwait Emir Cup |
| ---- | ------------------------------- | ----------------- | ------------------------- |
| 2008 | Kuwait SC                       | 0 - 1             | Al-Arabi                  |
| 2009 | Al-Qadisiya                     | 4 - 1             | Kuwait SC                 |
| 2010 | Al-Qadisiya                     | 1 - 3             | Kuwait SC                 |
| 2011 | Al-Qadisiya                     | 1 - 0             | Kazma                     |
| 2012 | Al-Qadisiya                     | 1 - 2             | Al-Arabi                  |
| 2013 | Kuwait SC                       | 1 - 3             | Al-Qadisiya               |
| 2014 | Al-Qadisiya                     | 3 - 2             | Kuwait SC                 |
| 2015 | Kuwait SC                       | 3 - 1             | Al-Qadisiya               |
| 2016 | Al-Qadisiya                     | 2 - 2 2 - 3 (dtr) | Kuwait SC                 |
| 2017 | Kuwait SC                       | 0 - 0 5 - 4 (dtr) | Al-Qadisiya               |
| 2018 | Kuwait SC                       | 1 - 2             | Al-Qadisiya               |
| 2019 | Kuwait SC                       | 0 - 1             | Al-Qadisiya               |
| 2020 | Kuwait SC                       | 1 - 0             | Al-Arabi                  |
| 2021 | Al-Arabi                        | 1 - 1 4 - 2 (dtr) | Kuwait SC                 |
| 2022 | Kuwait SC                       | 2 - 1             | Kazma                     |
| 2023 | Kuwait SC                       | 2 - 1             | Kuwait SC                 |
| 2024 | Kuwait SC                       | 1 - 1 7 - 6 (dtr) | Al-Salmiya                |